# Robert Quatrepoint
Pour les articles homonymes, voir Quatrepoint.
Œuvres principales
Mort d'un Grec
Terres d'Égée
Robert Quatrepoint, né le 13 décembre 1933 au Coteau dans la Loire et mort le 20 mai 2013 à Saint-Germain-Laval,, est un écrivain français dont l'œuvre est particulièrement liée à son attachement pour la Grèce.

## Biographie
Robert Quatrepoint est issu d'un milieu modeste, fils d'un polisseur en métallurgie et d'une couturière. Il devient secrétaire à l'École militaire de haute montagne de Chamonix avant d'embrasser la carrière d'écrivain. Il est principalement auteur de romans, tous parus aux éditions Denoël, dont de nombreux ont trait à la Grèce – sur les pas et dans l'esprit de l'œuvre de Jacques Lacarrière –, à son histoire, à sa mythologie, sa philosophie et à son mode de vie, en raison des nombreux séjours qu'il y a fait, notamment dès 1953 à Cnossos en Crète et dans l'île de Léros où il vécut durant deux ans à la fin des années 1960.
Il reçoit en 1970, pour son roman Mort d'un Grec – qui restera son œuvre la plus connue –, le prix Roger-Nimier qui lui est remis par Paul Morand.

## Œuvre
- Journal d'un être humain, éditions Denoël, 1961  (ISBN 9782207206638)
- Yo, éditions Denoël, 1963  (ISBN 9782207204900)
- Oméga, éditions Denoël, 1966  (ISBN 9782207204917)
- Mort d'un Grec, éditions Denoël, 1970  (ISBN 9782207204924) – Prix Roger-Nimier 1970
- Soleil vert, éditions Denoël, 1971  (ISBN 9782207216026)
- Moi, le serpent (fantaisie), éditions Denoël, 1973  (ISBN 9782207220610)
- Les Yeux d'Orphée, éditions Denoël, 1978  (ISBN 9782207224694)
- Terres d'Égée, éditions Denoël, 1981 – Prix Biguet 1982 de l'Académie française[5]
- Le Garçon écorché, éditions Ramsay, 1986  (ISBN 978-2859565107)
- Le Vaisseau-fantôme (poésie), éditions Sud-Poésie, Marseille, 1984  (ISBN 9782864460350)
- Amazonie (nouvelles), éditions Ramsay, 1990  (ISBN 2-85956-816-6)